# 로베르트 칼리나
로베르트 칼리나(독일어: Robert Kalina, 1955년 6월 29일 ~ )는 오스트리아의 디자이너이다. 주로 지폐 디자인에 참여하고 있으며 현재는 오스트리아 국립은행 소속 디자이너로 근무하고 있다.
1982년 오스트리아 실링 지폐 디자인에 참여하였으며 1996년 유럽 통화 기구가 실시한 유로 지폐 디자인 공모전에 출품하였다. 1996년 12월 3일에 열린 유럽 통화 기구 이사회는 유로 지폐 공모전에 출품한 44종류의 디자인 중에서 그의 지폐 디자인을 유로 지폐 디자인으로 채택하였다. 그의 유로 지폐 디자인은 유럽의 각 시대를 대표하는 건축 양식의 특징을 소재로 하고 있다.
그 밖에 2002년에 발행된 보스니아 헤르체고비나 200 태환 마르크 지폐, 2006년에 발행된 아제르바이잔 마나트 지폐와 동전, 2010년에 발행된 시리아 파운드 지폐 디자인에 참여하였다.

## 같이 보기
- 뤼크 라위크스